# Kinesisk Taipei ved OL
Kinesisk Taipei er navnet Taiwan deltager med i de olympiske lege. De deltog første gang under Sommer-OL 1932 i Los Angeles, Sommer-OL 1936 i Berlin og Sommer-OL 1948 i London med navnet Republikken Kina sammen med Kina. Fra og med Sommer-OL 1956 i Melbourne deltog de uden Folkerepublikken Kina men brugte stadigvæk navnet Republikken Kina. Folkerepublikken Kina boykottede OL så længe Den Internationale Olympiske Komité (IOK) lod Taiwan deltage under dette navnet. Da IOK i 1979 besluttet at Taiwan skulle deltage med navnet Kinesisk Taipei, begyndte Folkerepublikken Kina igen at deltage, mens Taiwan boykottede Vinter-OL 1980 i Lake Placid og Sommer-OL 1980 i Moskva i protest mod IOKs beslutning. Fra og med Vinter-OL 1984 i Sarajevo har både Folkerepublikken Kina og Kinesisk Taipei deltaget i samtlige efterfølgende olympiske lege. 

## Medaljeoversigt

### Som Republikken Kina
| Republikken Kinas medaljer under de olympiske sommerlege | Republikken Kinas medaljer under de olympiske sommerlege | Republikken Kinas medaljer under de olympiske sommerlege | Republikken Kinas medaljer under de olympiske sommerlege | Republikken Kinas medaljer under de olympiske sommerlege | Republikken Kinas medaljer under de olympiske sommerlege |                             | Republikken Kinas medaljer under de olympiske vinterlege | Republikken Kinas medaljer under de olympiske vinterlege | Republikken Kinas medaljer under de olympiske vinterlege | Republikken Kinas medaljer under de olympiske vinterlege | Republikken Kinas medaljer under de olympiske vinterlege | Republikken Kinas medaljer under de olympiske vinterlege |
| Lege                                                     | Guld                                                     | Sølv                                                     | Bronze                                                   | Totalt                                                   | Rang                                                     | Lege                        | Guld                                                     | Sølv                                                     | Bronze                                                   | Totalt                                                   | Rang                                                     |                                                          |
| 1932 Los Angeles                                         | 0                                                        | 0                                                        | 0                                                        | 0                                                        | –                                                        | 1932 Lake Placid            | Deltog ikke                                              | Deltog ikke                                              | Deltog ikke                                              | Deltog ikke                                              | Deltog ikke                                              |                                                          |
| 1936 Berlin                                              | 0                                                        | 0                                                        | 0                                                        | 0                                                        | –                                                        | 1936 Garmisch-Partenkirchen | Deltog ikke                                              | Deltog ikke                                              | Deltog ikke                                              | Deltog ikke                                              | Deltog ikke                                              |                                                          |
| 1948 London                                              | 0                                                        | 0                                                        | 0                                                        | 0                                                        | –                                                        | 1948 St. Moritz             | Deltog ikke                                              | Deltog ikke                                              | Deltog ikke                                              | Deltog ikke                                              | Deltog ikke                                              |                                                          |
| 1952 Helsingfors                                         | Deltog ikke                                              | Deltog ikke                                              | Deltog ikke                                              | Deltog ikke                                              | Deltog ikke                                              | 1952 Oslo                   | Deltog ikke                                              | Deltog ikke                                              | Deltog ikke                                              | Deltog ikke                                              | Deltog ikke                                              |                                                          |
| 1956 Melbourne/Stockholm                                 | 0                                                        | 0                                                        | 0                                                        | 0                                                        | –                                                        | 1956 Cortina d'Ampezzo      | Deltog ikke                                              | Deltog ikke                                              | Deltog ikke                                              | Deltog ikke                                              | Deltog ikke                                              |                                                          |
| 1960 Roma                                                | 0                                                        | 1                                                        | 0                                                        | 1                                                        | 32                                                       | 1960 Squaw Valley           | Deltog ikke                                              | Deltog ikke                                              | Deltog ikke                                              | Deltog ikke                                              | Deltog ikke                                              |                                                          |
| 1964 Tokyo                                               | 0                                                        | 0                                                        | 0                                                        | 0                                                        | –                                                        | 1964 Innsbruck              | Deltog ikke                                              | Deltog ikke                                              | Deltog ikke                                              | Deltog ikke                                              | Deltog ikke                                              |                                                          |
| 1968 Mexico by                                           | 0                                                        | 0                                                        | 1                                                        | 1                                                        | 42                                                       | 1968 Grenoble               | Deltog ikke                                              | Deltog ikke                                              | Deltog ikke                                              | Deltog ikke                                              | Deltog ikke                                              |                                                          |
| 1972 München                                             | 0                                                        | 0                                                        | 0                                                        | 0                                                        | –                                                        | 1972 Sapporo                | 0                                                        | 0                                                        | 0                                                        | 0                                                        | –                                                        |                                                          |
| 1976 Montréal                                            | Deltog ikke                                              | Deltog ikke                                              | Deltog ikke                                              | Deltog ikke                                              | Deltog ikke                                              | 1976 Innsbruck              | 0                                                        | 0                                                        | 0                                                        | 0                                                        | –                                                        |                                                          |
| Totalt                                                   | 0                                                        | 1                                                        | 1                                                        | 2                                                        |                                                          | Totalt                      | 0                                                        | 0                                                        | 0                                                        | 0                                                        |                                                          |                                                          |

### Som Kinesisk Taipei
| Kinesisk Taipeis medaljer under de olympiske sommerlege | Kinesisk Taipeis medaljer under de olympiske sommerlege | Kinesisk Taipeis medaljer under de olympiske sommerlege | Kinesisk Taipeis medaljer under de olympiske sommerlege | Kinesisk Taipeis medaljer under de olympiske sommerlege | Kinesisk Taipeis medaljer under de olympiske sommerlege |                     | Kinesisk Taipeis medaljer under de olympiske vinterlege | Kinesisk Taipeis medaljer under de olympiske vinterlege | Kinesisk Taipeis medaljer under de olympiske vinterlege | Kinesisk Taipeis medaljer under de olympiske vinterlege | Kinesisk Taipeis medaljer under de olympiske vinterlege | Kinesisk Taipeis medaljer under de olympiske vinterlege |
| Lege                                                    | Guld                                                    | Sølv                                                    | Bronze                                                  | Total                                                   | Rang                                                    | Lege                | Guld                                                    | Sølv                                                    | Bronze                                                  | Total                                                   | Rang                                                    |                                                         |
| 1980 Moskva                                             | Deltog ikke                                             | Deltog ikke                                             | Deltog ikke                                             | Deltog ikke                                             | Deltog ikke                                             | 1980 Lake Placid    | Deltog ikke                                             | Deltog ikke                                             | Deltog ikke                                             | Deltog ikke                                             | Deltog ikke                                             |                                                         |
| 1984 Los Angeles                                        | 0                                                       | 0                                                       | 1                                                       | 1                                                       | 43                                                      | 1984 Sarajevo       | 0                                                       | 0                                                       | 0                                                       | 0                                                       | –                                                       |                                                         |
| 1988 Seoul                                              | 0                                                       | 0                                                       | 0                                                       | 0                                                       | –                                                       | 1988 Calgary        | 0                                                       | 0                                                       | 0                                                       | 0                                                       | –                                                       |                                                         |
| 1992 Barcelona                                          | 0                                                       | 1                                                       | 0                                                       | 1                                                       | 49                                                      | 1992 Albertville    | 0                                                       | 0                                                       | 0                                                       | 0                                                       | –                                                       |                                                         |
| 1996 Atlanta                                            | 0                                                       | 1                                                       | 0                                                       | 1                                                       | 61                                                      | 1994 Lillehammer    | 0                                                       | 0                                                       | 0                                                       | 0                                                       | –                                                       |                                                         |
| 2000 Sydney                                             | 0                                                       | 1                                                       | 4                                                       | 5                                                       | 58                                                      | 1998 Nagano         | 0                                                       | 0                                                       | 0                                                       | 0                                                       | –                                                       |                                                         |
| 2004 Athen                                              | 2                                                       | 2                                                       | 1                                                       | 5                                                       | 31                                                      | 2002 Salt Lake City | 0                                                       | 0                                                       | 0                                                       | 0                                                       | –                                                       |                                                         |
| 2008 Beijing                                            | 0                                                       | 0                                                       | 4                                                       | 4                                                       | 79                                                      | 2006 Torino         | 0                                                       | 0                                                       | 0                                                       | 0                                                       | –                                                       |                                                         |
| 2012 London                                             | 0                                                       | 1                                                       | 1                                                       | 2                                                       | 63                                                      | 2010 Vancouver      | 0                                                       | 0                                                       | 0                                                       | 0                                                       | –                                                       |                                                         |
| 2016 Rio de Janeiro                                     | 1                                                       | 0                                                       | 2                                                       | 3                                                       | 50                                                      | 2014 Sotji          | 0                                                       | 0                                                       | 0                                                       | 0                                                       | –                                                       |                                                         |
| 2020 Tokyo                                              | 2                                                       | 4                                                       | 5                                                       | 11                                                      | 22                                                      | 2018 Pyeongchang    | 0                                                       | 0                                                       | 0                                                       | 0                                                       | –                                                       |                                                         |
| Totalt                                                  | 5                                                       | 10                                                      | 18                                                      | 33                                                      |                                                         | Totalt              | 0                                                       | 0                                                       | 0                                                       | 0                                                       |                                                         |                                                         |